# Бещад, Кацпер
Ка́цпер Бе́щад (пол. Kacper Bieszczad; 11 сентября 2002, Кросно) — польский футболист, полузащитник любинского «Заглембе» и молодёжной сборной Польши. Выступает на правах аренды за клуб «Ракув».

## Клубная карьера
Кацпер Бещад начинал заниматься футболом в своём родном городе Кросно. В 2016 году он присоединился к молодёжной команде клуба «Заглембе» из Любина.
Начиная с сезона 2019/20 вратаря начали привлекать к тренировкам и матчам первой команды. Но следующий сезон Бещад провёл в аренде в клубе Первой лиги «Хробры Глогув». Через год Бещад вернулся в «Заглембе», где параллельно с этим выступал за дублирующий состав во Второй лиге. В июне 2023 года вратарь снова отправился в аренду. На этот раз его клубом стал действующий чемпион Польши «Ракув».

## Карьера в сборной
С 2017 года Кацпер Бещад выступал за юношеские сборные Польши разных возрастов. 17 ноября 2022 года в товарищеском матче против Хорватии Кацпер Бещад дебютировал в составе молодёжной сборной Польши.